# Kleine bonte wespbij
De kleine bonte wespbij (Nomada roberjeotiana) is een vliesvleugelig insect uit de familie bijen en hommels (Apidae). De wetenschappelijke naam van de soort is voor het eerst geldig gepubliceerd in 1799 door Panzer.